# Le Juge et le Pilote
Le Juge et le Pilote (Hardcastle and McCormick) est une série télévisée américaine en 67 épisodes de 52 minutes créée par Stephen J. Cannell et diffusée entre le 18 septembre 1983 et le 5 mai 1986 sur le réseau ABC.
En France, la série a été diffusée à partir du 9 septembre 1984 sur Antenne 2, mais également sur RTL Télévision dans les années 80.  Rediffusion du téléfilm pilote sous le titre Le Monstre d'acier diffusé le 10 février 1990 sur La Cinq puis 67 épisodes de la série sur cette même chaîne de avril 1990 à mars 1992. La série a été rediffusée sur RTL9 et AB1.

## Synopsis

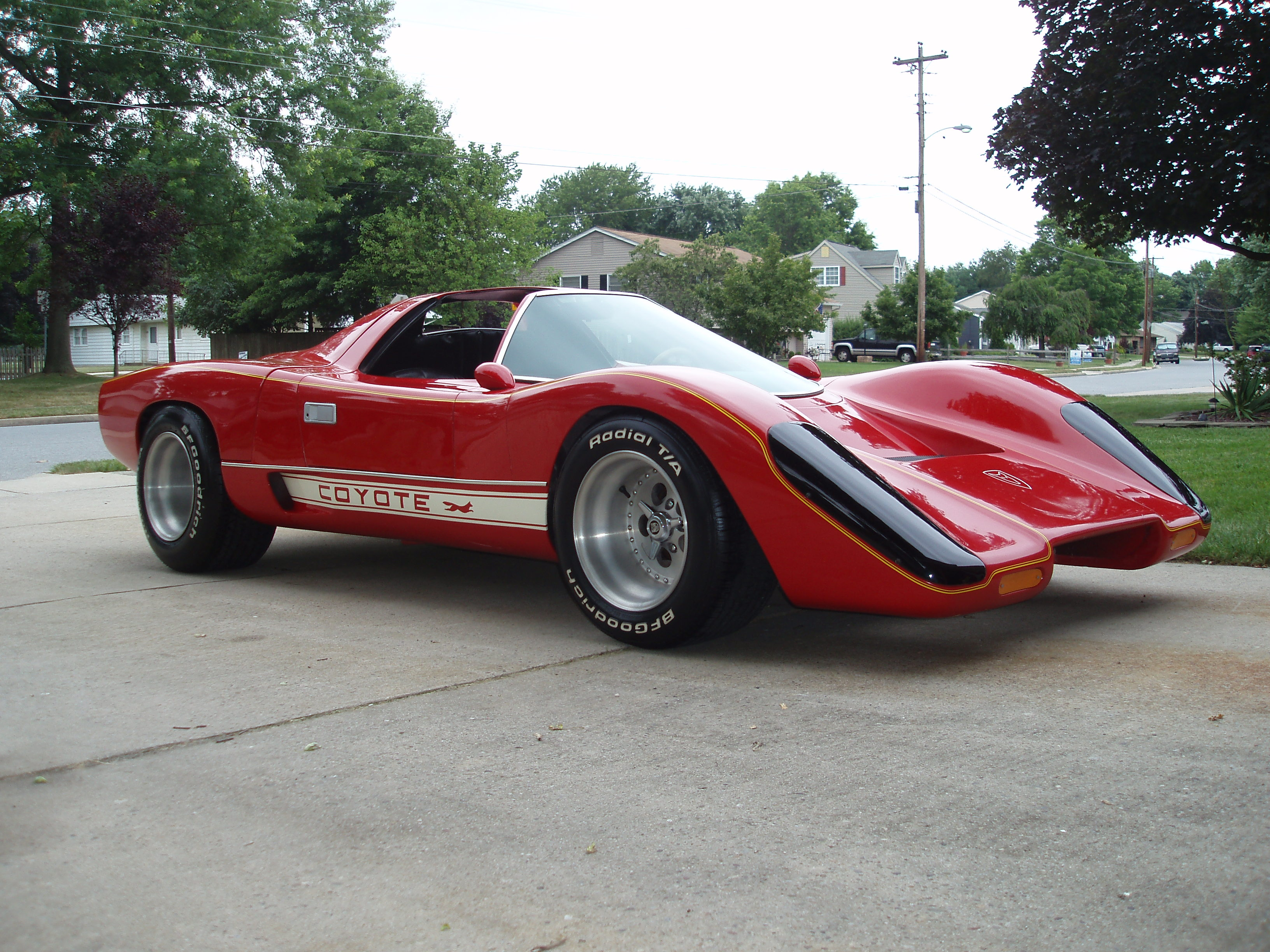
Coyote X (première saison)

Cette série met en scène un juge en retraite, Hardcastle, et un ex-pilote de course automobile en liberté surveillée, Mark McCormick, qui, au volant de la Coyote X (Cody Coyote), poursuit les criminels ayant échappé au magistrat, faute de preuve, du temps où celui-ci était encore en fonction.

## Distribution
- Brian Keith (VF : André Valmy puis Georges Lycan) : Juge Milton C. Hardcastle
- Daniel Hugh Kelly (VF : Bernard Murat puis Antoine Tomé) : Mark « Skid » McCormick
- John Hancock : Lt. Michael Delaney
- Mary Jackson : Sarah Wicks
- Joe Santos : Lt. Frank Harper

## Épisodes

### Première saison (1983-1984)
1. Le Monstre d'acier : 1re partie (Rolling Thunder: Part 1)
2. Le Monstre d'acier : 2e partie (Rolling Thunder: Part 2)
3. Sans intention de nuire (Man in a Glass House)
4. Le Canard de cristal (The Crystal Duck)
5. Je ne sais pas où je vais, mais j'y vais (Goin' Nowhere Fast)
6. La Veuve noire (The Black Widow)
7. Le Boxeur (The Boxer)
8. Le Convoi de tous les dangers (Once Again with Vigorish)
9. Silence, on tourne (Killer B's)
10. Chef de gang (The Prince of Fat City)
11. La Course infernale (Hotshoes)
12. Vacances à San Rio Blanco (Flying Down to Rio)
13. La Chasse au trésor (Just Another Round of That Old Song)
14. Révision d'un procès (Third Down and Twenty Years to Live)
15. La Course truquée (Whistler's Pride)
16. M le juge va à Washington (Mr Hardcastle Goes to Washington)
17. L'École du crime (School for Scandal)
18. Les Motards justiciers (The Georgia Street Motors)
19. Les Vieux Copains (The Homecoming, part 1)
20. La Chasse à l'homme (The Homecoming, part 2)
21. Celui qui n'existait pas (Did You See the One That Got Away)
22. Une histoire de voiture (Really Neat Cars and Guys with a Sense of Humor)
23. Traitement de choc (Scared Stiff)

### Deuxième saison (1984-1985)
Si présent, le premier titre est celui de Antenne 2 et le second celui de RTL Télévision donc également RTL9 et les chaînes AB.
1. Les coulisses de l'exploit  / Le Champion hors-la-loi (Outlaw Champion)
2. Un père prodigue / On ne choisit pas son père (Ties My Father Sold Me)
3. Vous n'auriez pas vu mes archives ? / Une fête qui déménage (You Would Cry, Too, If It Happened to You)
4. Le Jour J (D-Day)
5. Jamais mon amour (Never My Love)
6. Transfert / Bonjour monsieur le juge (Whatever Happened to Guts?)
7. Un filtre en or / Une proposition alléchante (You and the Horse You Rode in On)
8. La comptable en savait trop / Une comptable trop curieuse (One of the Girls From Accounting)
9. Joyeux juristes / Le Juge et l'Étudiante (It Coulda Been Worse She Coulda Been a Welder)
10. Joyeux Noël, M le juge (Hate the Picture Love the Frame)
11. Le mort qui chantait encore (Pennies From a Dead Man's Eyes)
12. (There Goes the Neighborhood)
13. Trop riche pour maigrir (Too Rich and Too Thin)
14. Drôle d'histoire (What's So Funny?)
15. Les deux vieilles dames mènent l'enquête (Hardcastle, Hardcastle, Hardcastle and McCormick)
16. Amour de jeunesse (The Long Girl Ago)
17. (You Don't Hear the One That Gets You)
18. Joyeux anniversaire (The Birthday Present)
19. Surprise sur la plage de Seagull / Ce trésor (Surprise On Seagull Beach)
20. Dans la peau d'un flic (Undercover McCormick)
21. Une leçon de courage (The Game You Learn From Your Father)
22. Le Choix d'Angie (Angie's Choice)

### Troisième saison (1985-1986)
1. La Vie au grand air (She ain't Deep, But She Sure Runs Fast)
2. À toute vitesse (Faster Hearts)
3. Éternelle amitié (The Yankee Clipper)
4. Il se passe quelque chose dans le train (Something's Going On On This Train)
5. Pêche en eaux troubles (The Career Breaker)
6. Grand départ (Do Not Go Gentle)
7. Faites vos jeux (Games People Play)
8. Triste sort (Strangle Hold)
9. La Frontière de l'espoir (You're Sixteen, You're Beautiful and You're His)
10. Erreur sur la personne (Mirage a Trois)
11. Une convention pas très conventionnelle (Conventional Welfare)
12. Le juge se brouille avec son pilote (Duet for Two Wind Instruments)
13. Visions prémonitoires (If You Could See What I See)
14. L'Élection (Hardcastle for Mayor)
15. Quand je repense à tout ça! (When I Look Back On All the Things)
16. Des promesses, toujours des promesses (Brother Can You Spare a Crime)
17. Les Retrouvailles (Round Up the Old Gang)
18. Le Beau Cadeau (McCormick's Bar and Grill)
19. Poker mouvementé (Poker Night)
20. Légendes d'Irlande (In the Eye of the Beholder)
21. Le Prince du rock'n roll (The Day the Music Died)
22. McCormick joue les juristes (A Chip Off the Ol' Milt)

## La Coyote X
- La Coyote X utilisée pour la première saison est basée sur une Manta Montage, une voiture en kit produite par Manta Cars[1], elle-même inspirée de la McLaren M6BGT. Elle a la particularité d'utiliser le moteur d'une Porsche 914[2], ce qui lui donne un excellent rapport poids/puissance.
- Pour les 2e et 3e saisons, la Coyote X fut construite à partir d'une DeLorean DMC-12. La raison de ce changement est dû au fait que Brian Keith, qui joue le juge Hardcastle, avait du mal à entrer et sortir de la Manta Montage.

## Générique
La musique du générique de la saison 1 est « Drive ». Elle est composée par Mike Post et Stephen Geyer et chanté par David Morgan. Pour les 12 premiers  épisodes de la saison 2, la musique est « Back to Back », également composée par Post et Geyer, mais chantée par Joey Scarbury. Sur l'épisode 11, "Back to Back" est en version country. À la suite d'une demande publique, la musique « Drive » est réutilisée dès l'épisode 13 et continue sur la saison 3. Mike Post et Pete Carpenter ont composé la bande originale de la série.

## Récompenses
- Stuntman Awards 1985 et 1986 : Meilleures cascades automobiles pour Gary Hymes et Stephen J. Cannell Productions [3].

## DVD
Les coffrets des trois saisons sont disponibles en DVD uniquement dans la Région 1 mais vendus uniquement au Canada entre 2006 et 2007, suivi d'un coffret de la série au complet en 2008. La bande son doublée en français n'est pas incluse.
Les DVD ne sont pas disponibles en Europe (Région 2).